# Jean-Martin Moyë
Jean-Martin Moyë (Cutting, 27 gennaio 1730 – Treviri, 4 maggio 1793) è stato un presbitero francese, fondatore della congregazione delle Suore della Provvidenza. È stato beatificato da papa Pio XII nel 1954.

## Biografia
Sesto di 13 figli, fu educato dai gesuiti nel collegio di Pont-à-Mousson e poi all'università vescovile di Strasburgo. Entrò poi nel seminario di Metz e fu ordinato prete nel 1754.
Nel 1762 Moyë aprì a Saint-Hubert, presso Vigy, una scuola parrocchiale e ne affidò a una comunità di suore, dette della Provvidenza.
Nel 1768 fu nominato rettore del seminario di Saint-Dié, presto chiuso, e nell'ottobre di quell'anno entrò nel seminario per le Missioni Estere di Parigi: nel 1771 si imbarcò per il Sichuan, nella Cina occidentale, dove rimase fino al 1782 quando, per problemi di salute, fu costretto a tornare in patria.
Nell'ultimo periodo della sua vita Moyë si dedicò alla predicazione delle missioni popolari nelle zone rurali della Lorena e alla cura delle scuole delle sue suore, per le quali aprì un noviziato a Cutting.
Dopo la Rivoluzione rifiutò il giuramento di fedeltà alla Costituzione civile del clero e si rifugiò in Germania, dove morì nel 1793 e venne sepolto nella chiesa della Santissima Trinità di Treviri.
Le sue suore vissero disperse durante la Rivoluzione e dopo, in seguito a circostanze storico-politiche, si divisero in vari rami (Portieux, Saint-Jean-de-Bassel, Gap, Champion, San Antonio).

## Culto
Il processo diocesano per la beatificazione di padre Moyë si tenne tra il 1880 e il 1885.
La causa fu introdotta il 18 dicembre 1890 e il 21 maggio 1945 fu promulgato il decreto sull'eroicità delle virtù.
Fu beatificato da papa Pio XII il 21 novembre 1954.
Il suo elogio si legge nel Martirologio romano al 4 maggio.
L'iconografia presenta il beato come missionario, con la veste del clero secolare francese del XVIII secolo, un bastone da viaggio in una mano e nell'altra un breviario e la corona di un rosario; è anche rappresentato nell'atto di predicare o di pregare davanti a una croce sul ciglio della strada.